# Hospital i capella de la Verge Maria
L'Hospital i capella de la Verge Maria de Gràcia són uns edificis de Riudoms (Baix Camp) protegits com a Bé Cultural d'Interès Local.

## Descripció
Antic hospital al costat de la capella de la Verge Maria. L'Hospital és un edifici molt gran. La capella, d'estil renaixentista molt senzill, té una sola nau amb volta de canó amb llunetes i capçalera plana.
La capella és presidida per la imatge de la Soledat, obra de l'escultor madrileny Federico Coullaut-Valera Mendigutia. La imatge fou donació de l'empresari Lluís Massó i Simó i surt a la processó del Sant Enterrament del Divendres Sant.

## Història
Antigament, aquest hospital estava destinat a l'atenció de pobres i pelegrins. Documentat des del segle xvi, perdurà fins a finals del segle xix. La capella estava relacionada estretament amb l'hospital, com queda reflectit documentalment des del segle xvi. En temps més recents es va fer servir com dipòsit funerari.
L'edifici de l'antic hospital es va restaurar i es va utilitzar com a escola de música i actualment acull l'oficina de la guàrdia municipal i altres dependències municipals.

## Enllaços externs

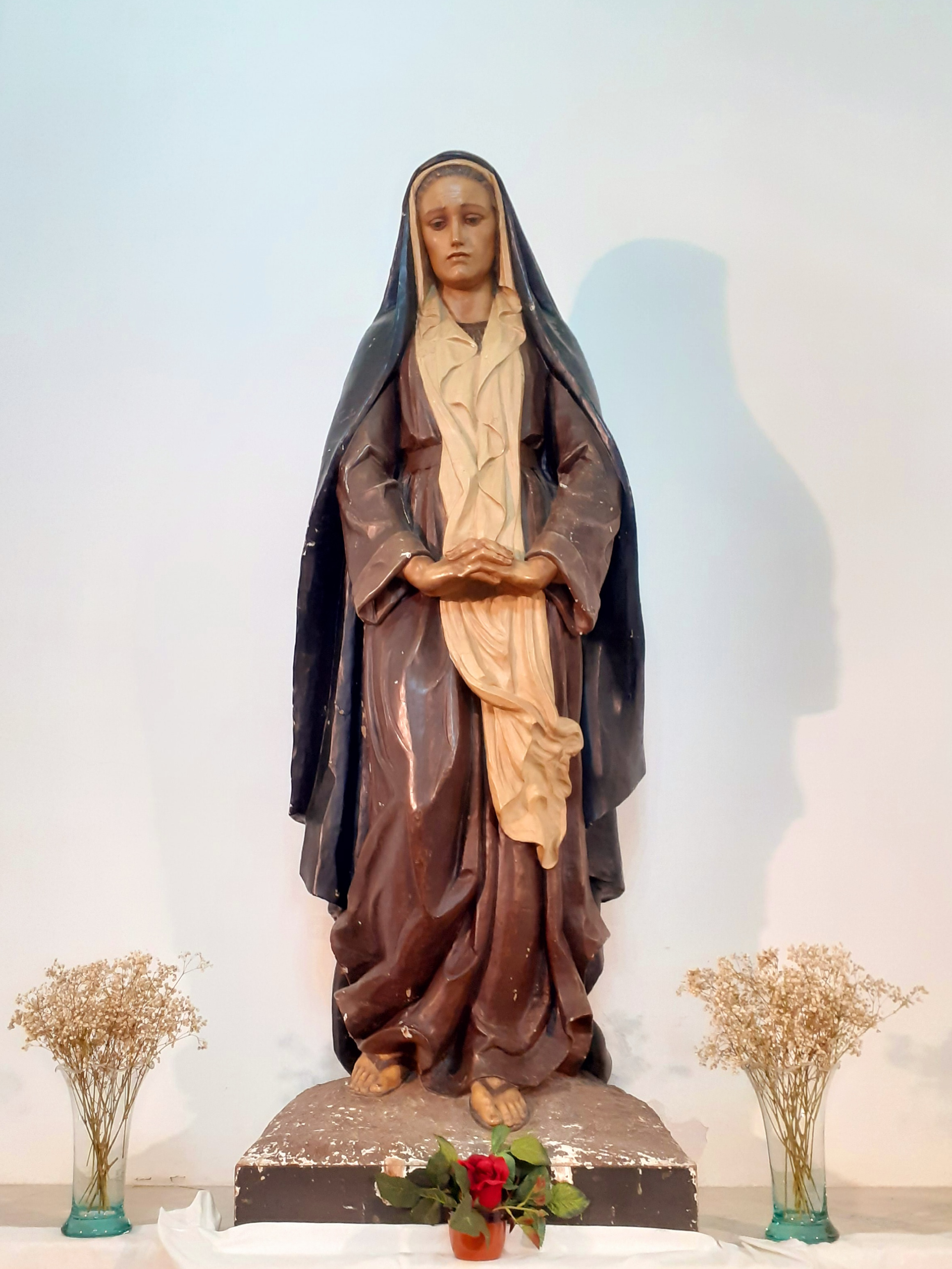
Imatge de la Soledat, a l'interior de la capella